# ويلمينغتون (كارولاينا الشمالية)
ويلمينغتون (بالإنجليزية: Wilmington)‏ هي مدينة أمريكية ومركز مقاطعة نيوهانوفر في ولاية كارولاينا الشمالية في الولايات المتحدة الأمريكية.

## التركيبة السكانية
حدّد مكتب تعداد الولايات المتحدة بيانات التركيبة السكانية لويلمينغتون في تعداد الولايات المتحدة. في ما يلي، التركيبة السكانية حسب تعدادي 2000 و2010.

### تعداد عام 2000
بلغ عدد سكان ويلمينغتون 75,838 نسمة بحسب تعداد عام 2000، وبلغ عدد الأسر 34,359 أسرة وعدد العائلات 17,360 عائلة مقيمة في المدينة. في حين سجلت الكثافة السكانية 552.8 نسمة لكل كيلومتر مربع (1,431.7/ميل2). وبلغ عدد الوحدات السكنية 38,678 وحدة بمتوسط كثافة قدره 281.9 لكل كيلومتر مربع (730.1/ميل2).
وتوزع التركيب العرقي للمدينة بنسبة 70.57% من البيض و25.82% من الأمريكيين الأفارقة و0.35% من الأمريكيين الأصليين و0.90% من الأمريكيين ذوي الأصول الآسيوية و0.09% من سكان جزر المحيط الهادئ و1.14% من الأعراق الأخرى و1.13% من عرقين مختلطين أو أكثر و2.63% من الهسبانيون أو اللاتينيون من أي عرق.
بلغ عدد الأسر 34,359 أسرة كانت نسبة 23.1% منها لديها أطفال تحت سن الثامنة عشر تعيش معهم، وبلغت نسبة الأزواج القاطنين مع بعضهم البعض 33.5% من أصل المجموع الكلي للأسر، ونسبة 14% من الأسر كان لديها معيلات من الإناث دون وجود شريك، بينما كانت نسبة 3% من الأسر لديها معيلون من الذكور دون وجود شريكة وكانت نسبة 49.5% من غير العائلات. تألفت نسبة 36.6% من أصل جميع الأسر من عدة أفراد يعيشون في نفس المنزل ونسبة 11.3% كانت تتألف من شخص يعيش بمفرده يبلغ من العمر 65 عاماً أو أكثر. وبلغ متوسط حجم الأسرة المعيشية 2.10، أما متوسط حجم العائلات فبلغ 2.77.
بلغ العمر الوسطي للسكان 34.1 عاماً. وكانت نسبة 18.3% من القاطنين تحت سن الثامنة عشر، وكانت نسبة 14.5% بين الثامنة عشر والرابعة والعشرين عاماً، ونسبة 27.8% كانت واقعةً في الفئة العمرية ما بين الخامسة والعشرين والرابعة والأربعين عاماً، ونسبة 20.3% كانت ما بين الخامسة والأربعين والرابعة والستين، ونسبة 14.4% كانت ضمن فئة الخامسة والستين عاماً فما فوق. يوجد لكل 100 أنثى 88.0 ذكر، ويوجد لكل 100 أنثى في الثامنة عشر من عمرها فما فوق 85.5 ذكر.
بلغ متوسط دخل الأسرة في المدينة 31,099 دولارًا، أما متوسط دخل العائلة فبلغ 41,891 دولارًا. وكان متوسط دخل الذكور 30,803 دولارًا مقابل 23,423 دولارًا للإناث. وسجل دخل الفرد الخاص بالمدينة 21,503 دولارًا. وكانت نسبة 13.3% من العائلات ونسبة 19.6% من السكان تحت خط الفقر، وكان من هؤلاء نسبة 26.3% تحت سن الثامنة عشر ونسبة 12% في الخامسة والستين من العمر وما فوق.

### تعداد عام 2010
بلغ عدد سكان ويلمينغتون 106,476 نسمة بحسب تعداد عام 2010، وبلغ عدد الأسر 46,948 أسرة وعدد العائلات 23,797 عائلة مقيمة في المدينة. في حين سجلت الكثافة السكانية 776.1 نسمة لكل كيلومتر مربع (2,010.1/ميل2). وبلغ عدد الوحدات السكنية 53,400 وحدة بمتوسط كثافة قدره 389.2 لكل كيلومتر مربع (1,008.0/ميل2).
وتوزع التركيب العرقي للمدينة بنسبة 73.52% من البيض و19.87% من الأمريكيين الأفارقة و0.48% من الأمريكيين الأصليين و1.19% من الأمريكيين ذوي الأصول الآسيوية و0.07% من سكان جزر المحيط الهادئ و2.65% من الأعراق الأخرى و2.22% من عرقين مختلطين أو أكثر و6.09% من الهسبانيون أو اللاتينيون من أي عرق.
بلغ عدد الأسر 46,948 أسرة كانت نسبة 23.6% منها لديها أطفال تحت سن الثامنة عشر تعيش معهم، وبلغت نسبة الأزواج القاطنين مع بعضهم البعض 33.6% من أصل المجموع الكلي للأسر، ونسبة 13.4% من الأسر كان لديها معيلات من الإناث دون وجود شريك، بينما كانت نسبة 3.7% من الأسر لديها معيلون من الذكور دون وجود شريكة وكانت نسبة 49.3% من غير العائلات. تألفت نسبة 36% من أصل جميع الأسر من عدة أفراد يعيشون في نفس المنزل ونسبة 10.8% كانت تتألف من شخص يعيش بمفرده يبلغ من العمر 65 عاماً أو أكثر. وبلغ متوسط حجم الأسرة المعيشية 2.16، أما متوسط حجم العائلات فبلغ 2.84.
بلغ العمر الوسطي للسكان 34.7 عاماً. وكانت نسبة 18.4% من القاطنين تحت سن الثامنة عشر، وكانت نسبة 16.9% بين الثامنة عشر والرابعة والعشرين عاماً، ونسبة 26.9% كانت واقعةً في الفئة العمرية ما بين الخامسة والعشرين والرابعة والأربعين عاماً، ونسبة 23.8% كانت ما بين الخامسة والأربعين والرابعة والستين، ونسبة 14% كانت ضمن فئة الخامسة والستين عاماً فما فوق. وتوزع التركيب الجنسي للسكان بنسبة 47.8% ذكور و52.2% إناث.

## توأمة
لويلمينغتون (كارولاينا الشمالية) اتفاقيات توأمة مع كل من:
- داندونغ
- بريدج تاون
- دونكاستر

## أعلام
- جورج ديفيس
- جوزيف كارتر أبوت
- آن دونوفان
- براندون لي
- شوغر راي ليونارد